# Français (1903)
Pour les articles homonymes, voir Français (homonymie).
Le Français est un trois-mâts goélette construit en 1903 et ayant participé à la première expédition Charcot en Antarctique.

## Histoire
En 1903, Jean-Baptiste Charcot fait construire à Saint-Malo son premier navire polaire sur les plans de l'architecte François Gautier, sur son chantier de l'époque (Chantiers et ateliers de construction navale de Saint-Malo). Commandé pour le nom de Pourquoi Pas ?, ce navire sera débaptisé sur cale en juin 1903 et baptisé Français le 27 juin. 
Le navire participe à la première expédition Charcot en Antarctique et hiverne dans la baie baptisée Port-Charcot sur l'île Booth en 1904.
À l'issue de l'expédition, il est revendu à l'Argentine et prend le nom d'Austral. Il fait naufrage en 1907 sur le banc d'Ortiz au large de Buenos Aires.

## Hommages
En 1967, la commission de toponymie des îles Kerguelen donne le nom de la goëlette à la baie du Français (dans le golfe Choiseul) aux Kerguelen.
En 2018, le navire Kaskelot, racheté par Frédéric Lescure (société France Armement),  est rebaptisé Le Français en hommage au navire de Jean-Baptiste Charcot.